# Лоуелл Лі Ендрюс
Лоуелл Лі Ендрюс (англ. Lowell Lee Andrews; нар. 21 вересня 1940, Волкотт, Канзас, США — пом. 30 листопада 1962, Канзас, США) — американський серійний убивця, який застрелив в один день свого батька, матір і старшу сестру. Його випадок був описаний Труменом Капоте в книзі «З холодним серцем».

## Життєпис
Ендрюс народився в сім'ї процвітаючого фермера, який володів дорогою землею. У Лоуелла була старша сестра. Сім'я здавалася цілком благополучною. Лоуелл був тихим і розумним хлопчиком, добре закінчив школу і пізніше навчався на факультеті біології в Канзаському університеті. Страждав ожирінням. Один раз одна з канзаських газет присвятила йому статтю, назвавши його «Наймилішим хлопчиком в Уолкотті». Ніхто не знав, що Лоуелл весь вільний час проводив за фантазіями про те, як він отруює всю свою сім'ю. Він мріяв стати гангстером. Вбивство сім'ї, до якої він не мав ненависті, він вважав єдиним способом самоствердитися.

## Вбивство
Напередодні дня подяки Лоуелл Лі був дома на канікулах. Ввечері 28 листопада 1958 року його 20-річна сестра Джіні сиділа з батьками в кімнаті й дивилася телевізор. Лоуелл Лі замкнувся в спальні. Він читав останню главу роману «Брати Карамазови». Закінчивши читати, він поголився, вдягнув свій кращий костюм і зарядив напівавтоматичну гвинтівку 22-го калібру. Також він взяв револьвер такого ж калібру. Він пройшов по коридору в кімнату і пострілом в перенісся убив сестру наповал. Потім вистрілив в 41-річну матір Ейпалл 3 рази. Потім в 50-річного батька Вільяма 2 рази. Потім він вистрілив в матір ще 3 раза. Але його тато був ще живий. Він доповз до кухні, але на порозі кухні Лоуелл витягнув з кобури револьвер і випустив в нього всі кулі, потім перезарядив і знову вистрілив в нього все, що було. В цілому він пустив в батька 17 куль. Він підняв вікно в спальні, порвав на ньому сітку. Після він став ходити по будинку і нишпорити по шафах, розкидаючи речі. Він хотів інсценувати пограбування. Потім він сів за кермо батьківської машини і проїхав сорок миль до Лоренса. По дорозі він зупинився на мосту, розібрав свою зброю і викинув її в Канзас-Рівер.

### Арешт, суд і вирок
З метою забезпечити собі алібі Лоуелл зупинився в студентському гуртожитку, де проживав під час навчання. Потім він пішов в кінотеатр. Він зробив так, щоб побільше людей його побачило. Після закінчення фільму він повернувся додому. Там він подзвонив в поліцію і сказав, що їх будинок пограбували. Приїхавши на місце злочину поліцейські детективи здивувалися спокою Лоуелла і відразу запідозрили його у вбивстві. Він був заарештований, але ні в чому не зізнавався. Тоді на прохання детективів, які вели справу, в тюрму вночі приїхав священик Вірто Деймерон, який знав батьків Лоуелла. Він м'яко поговорив з ним віч-на-віч, і в підсумку Лоуелл зізнався йому. Деймерон запропонував Лоуелл сказати про це поліцейським. Незабаром Лоуелл зізнався детективам у вбивстві.
Питання про осудність Лоуелла поставило психіатрів в глухий кут. Було чітко зрозуміло, що він усвідомлював, що робить і що за цим піде. Діагнозом підсудного була легка шизофренія. Однак при цьому Лоуелла це не звільняло від покарання, і від смертної кари. За вироком суду 30 листопада 1962 року Лоуелл Лі Ендрюс був повішений у в'язниці для смертників Канзасу.

## У масовій культурі
Трумен Капоте неодноразово приїжджав до в'язниці де містився Ендрюс, для того щоб взяти інтерв'ю у вбивць Перрі Сміта і Діка Гікока. Підсумком його поїздок стала книга «З холодним серцем», в якій є невеликий відрізок, що описує злочин, вчинений Лоуеллом Ендрюсом.
Пізніше про життя самого Капоте було знято два фільми — «Погана слава» і «Капоте». В обох фільмах ненадовго з'являється персонаж Лоуелла.